# 387 î.Hr.

## Evenimente
- 18 iulie: Bătălia de la Allia. Celții i–au înfrânt pe romani.